# Juan Messeguer
Juan Messeguer (Múrcia, 1948) és un actor espanyol conegut per la seva àmplia carrera tant teatral com televisiva i, encara que en menor mesura, cinematogràfica.

## Biografia
És un actor format en el Teatre Independent i Universitari, en els quals roman durant nou anys i llicenciat en Dret i Filologia Hispànica. Comença la seva marxa professional a la fi de 1973, treballant en més de 100 espectacles teatrals, en prop de 40 espais televisius i 7 produccions cinematogràfiques. El 2010 va rebre el Premi Unión de Actores al millor actor de repartiment de televisió.

## Filmografia

### Televisió
- Estudio 1
  - El bebé (1973)
  - La boda de la chica (1980)
  - Margarita y los hombres (1981)
  - El reinado de los lobos (1984)
- El mito de Edipo Rey, com un sacerdot/Corifeo. TV movie (1983)
- Segunda enseñanza, com Fernando (1986)
- Queridos cómicos, com ell mateix (1987)
- Primera función, un episodi: Los suaves murmullos del mar (1989)
- Canguros, com Arturo (1994)
- Turno de oficio: Diez años después, com Pablo (1996-1997)
- Pasen y vean, un episodi: Cuatro corazones con freno y marcha atrás (1997)
- Función de noche, un episodi: Mariquilla Terremoto (1997)
- Más que amigos, com Jorge; un episodi: Akampados (1997)
- Querido maestro, com Mauricio; un episodi: Un árbol, un belén, dos angelitos y la marimorena (1997)
- La virtud del asesino, repartiment. TV movie (1998)
- La casa de los líos, com San San (1998)
- Manos a la obra, un episodi: Cuestión de estilo (1998)
- Compañeros, com Blas Bárcenas (1998-2001)
- Policías, en el corazón de la calle, com Comisario Clavijo (2000-2001)
- Paraíso, com Eduarda; un episodi Vudú (2001)
- Ana y los 7, un episodi: Elemental, querido Bruno (2002)
- Hospital Central, com Eugenio; un episodi: Un día cualquiera (2002)
- Luna negra, com Paco (2003)
- Un paso adelante, un episodi: La lata (2003)
- ¿Se puede?, personaje episódico (2004)
- Al filo de la ley, com Juez Alberto Egido (2005)
- Mis estimadas víctimas, com Delegado del Gobierno. TV movie (2005)
- Aquí no hay quien viva, com el director del hospital; un episodi: Érase un disco-pub videoclub (2005)
- Los simuladores, un episodi: Reality (2006)
- Hospital Central, com Dr. Juan Agudo (2007)
- La Señora, com Álvaro de Viana (2008-2010)
- Gran Reserva, com Antonio (2010-2013)
- Bandolera, com Peralta (2011)
- Isabel, Diego de Mendoza (2012-2013)
- Amar es para siempre, com Sabino Azcárraga (2013)
- B&b, de boca en boca, com el Dr. Vergara (2014).
- La verdad, com Enrique McMahón (2018)
- Derecho a soñar (2019-¿?)

### Llargmetratges
- Han violado a una mujer, com Marcos. Dir. Luis Alcoriza (1982)
- El cepo, com Jean. Dir. Rodríguez Gordillo (1982)
- El último guateque II. Dir. Juan José Porto (1988)
- Esquilache, com Juan. Dir. Josefina Molina (1989)
- Zapping, com el presentador. Dir. J. M. Chumilla Carbajosa (1999)
- El invierno de las anjanas, com el senador. Dir. Pedro Telechea (2000)
- Incautos, repartiment. Dir. Miguel Bardem (2004)

### Teatre
- Cosas de papá y mamá, d'Alfonso Paso. Dir. José Manuel Pardo.
- Un hombre puro, de Joaquín Calvo Sotelo. Dir. José Tamayo
- El rehén, de Brendam Beham. Dir. F. Loperena
- Severa vigilancia, de Jean Genet. Dir. José Tamayo
- Tirano Banderas, de Valle-Inclán. Dir. José Tamayo
- Un hombre es un hombre, de Bertolt Brecht. Dir. J. A. Hormigón
- Julio César, de Shakespeare. Dir. José María Morera/J. A. Hormigón
- La lozana andaluza, de Jerónimo López Mozo sobre l'obra del pare Delicado. Dir. César Oliva
- El caballero de Olmedo, de Lope de Vega. Dir. César Oliva
- Las galas del difunto i La hija del capitán, de Valle-Inclán. Dir. Manuel Collado
- Los fabulosos negocios, d'Ivar Kreuger, Jan Bergquist y Hans Bendrik. Dir. J. A. Hormigón
- Poder y villanía en Shakespeare, espectacle creat sobre escenes de l'obra de W. Shakespeare. Dir. David Perry
- Los baños de Argel, de Cervantes. Dir. Francisco Nieva
- El sueño de una noche de verano, de William Shakespeare. Dir. David Perry
- Macbeth, de W. Shakespeare. Dir. Miguel Narros
- La hija del aire, de Calderón de la Barca. Dir. Lluís Pasqual
- Medea, d'Eurípides, versión de J. G. Schroeder. Dir. Lluís Pasqual/Nuria Espert
- Edipo Rey, de Sófocles, compañía de José Luis Gómez. Dir. Stavros Doufexis
- Federico, una historia distinta, de L. Piriz. Dir. César Oliva
- Don Álvaro o la fuerza del sino, del Duque de Rivas. Dir. Francisco Nieva
- Divinas palabras, de Valle-Inclán. Dir. César Oliva
- Casandra, de Benito Pérez Galdós, versión de F. Nieva. Dir. José María Morera
- La herida del tiempo, de J.B. Priestley, versión de Luis Escobar. Dir. J. M. Morera
- El águila de dos cabezas, de Jean Cocteau. Dir. José Díez
- El homenaje. Dir. Pedro Mario Herrero
- Hago cantando mi camino, recital espectacle sobre texts de Valle-Inclán
- La gran pirueta, de José Luis Alonso de Santos. Dir. José Luis Alonso
- No hay burlas con el amor, de Calderón de la Barca. Dir. Manuel Canseco
- El público, de Federico García Lorca. Dir. Lluís Pasqual
- Las aventuras de Tirante el Blanco, de Francisco Nieva. Dir. F. Nieva y Juanjo Granda
- Todos eran mis hijos, de Arthur Miller. Dir. Ángel García Moreno
- El rayo, de Pedro Muñoz Seca. Dir. José Osuna
- La noche toledana, de Lope de Vega. Dir. Juan Pedro de Aguilar
- Celos del aire, de José López Rubio. Dir. Ramón Ballesteros
- Pop y patatas fritas, de Carmen Resino. Dir. Víctor Andrés Catena
- Eloísa está debajo de un almendro, d'Enrique Jardiel Poncela. Dir. José Osuna
- Perdidos en Yonkers, de Neil Simon. Dir. A. García Moreno
- Bailando en verano, de Brian Friel. Dir. Luis Iturri
- La alondra, de Jean Anouilh. Dir. Esteban Polls
- Esa dama, de Kate O´Brien, adaptació de Carlo Fabretti. Dir. Carlos Fernández de Castro
- La evitable ascensión de Arturo Ui, de Bertolt Brecht. Dir. José Carlos Plaza
- Calígula, de Albert Camus. Dir. José Tamayo
- Mariquilla Terremoto, de los Hermanos Álvarez Quintero. Dir. Manuel Canseco
- Miguel Will, de José Carlos Somoza. Dir. Denis Rafter
- Momentos de mi vida, de Alan Ayckbourn. Dir. A. García Moreno
- El malentendido, de Albert Camus. Dir. Juan Calot
- Los habitantes de la casa deshabitada, d'Enrique Jardiel Poncela. Dir. Mara Recatero
- La última aventura. Dir. Ana Diosdado
- Ventolera, dels germans Álvarez Quintero. Dir. Manuel Canseco
- El atolondrado, de Molière. Dir. Isidro Rodríguez
- El sol apagado, de Xavi Puerta, recreació de Guillermo Tell tiene los ojos tristes d'Alfonso Sastre, Dir. Isidro i Borja Rodríguez
- Usted tiene ojos de mujer fatal, d'Enrique Jardiel Poncela. Dir. Juan José Alonso Millán
- Réquiem por un soltero. Dir. Juan José Alonso Millán
- Don Juan Tenorio, de José Zorrilla. Dir. Maurizzio Scaparro
- Dama de moda. Dir. J.J. Alonso Millán
- Anacleto se divorcia, de Muñoz Seca. Dir. Fernando Navarrete
- La noche al desnudo, de Michael Weller. Dir. Pape Pérez
- La mala sombra, dels germans Álvarez Quintero. Dir. Francisco Nieva
- El invitado, de David Pharao. Dir. Juan Margallo
- La entretenida, de Cervantes. Dir. Helena Pimenta
- Amar después de la muerte, de Calderón de la Barca. Dir. Eduardo Vasco
- Don Gil de las calzas verdes, de Tirso de Molina. Dir. Eduardo Vasco
- Del rey abajo, ninguno, de Francisco de Rojas Zorrilla. Dir. Laila Ripoll
- Las manos blancas no ofenden, de Calderón de la Barca. Dir. Eduardo Vasco
- Luz de gas, de Patrick Hamilton. Dir. Juanjo Granda
- El condenado por desconfiado, de Tirso de Molina. Dir. Carlos Aladro
- El pintor de su deshonra, de Calderón de la Barca. Dir. Eduardo Vasco
- La señorita malcriada, de Tomás de Iriarte. Dir. J. A. Hormigón
- Quartett, de Heiner Müller. Dir. Maurici Farré